# Hydroksyapatyt

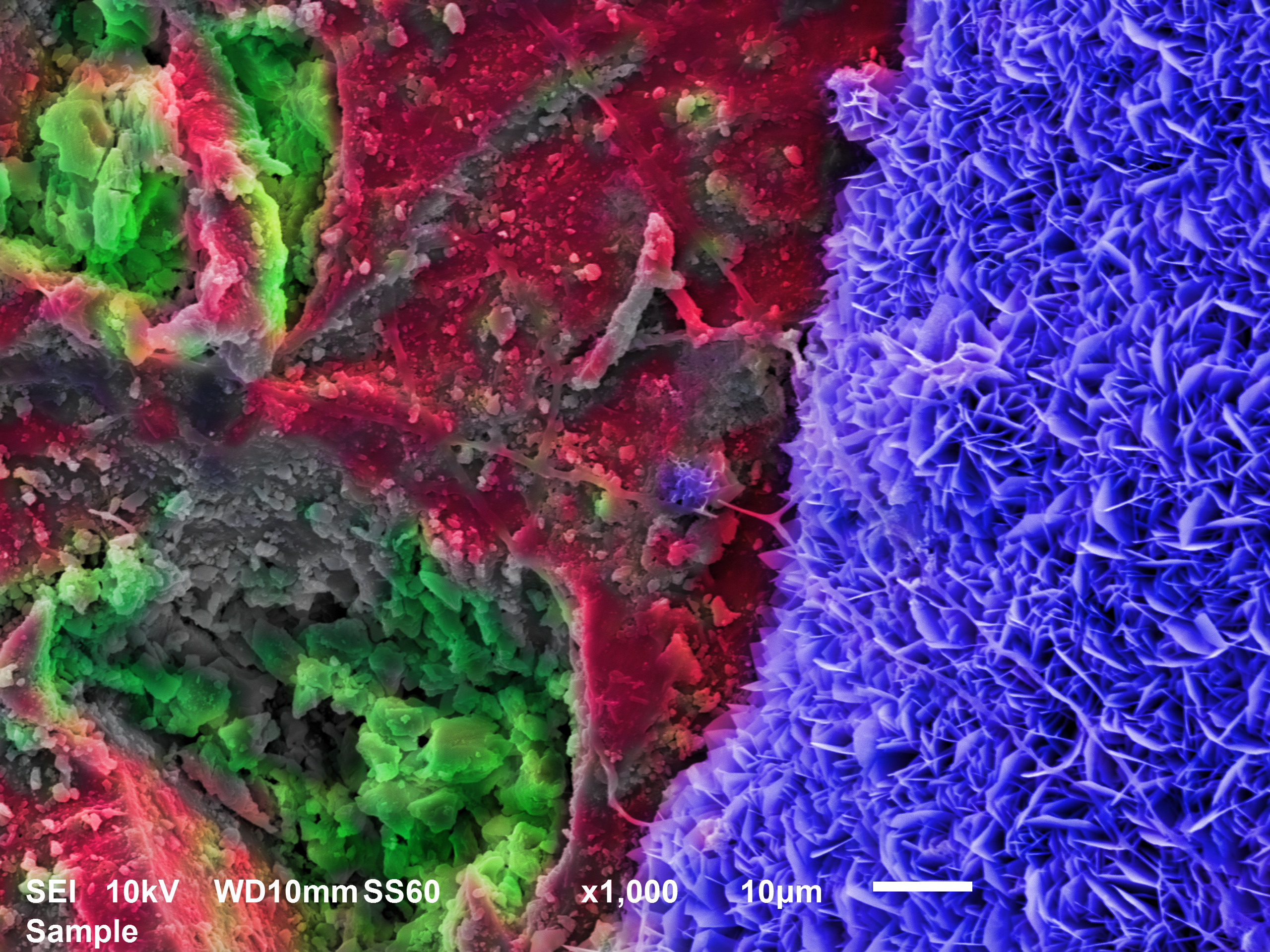
Hydroksyapatyt zarastający biomateriał.

Hydroksyapatyt (symbole: HAp, OHAp lub HA) – minerał zbudowany z hydroksyfosforanu wapnia o wzorze chemicznym Ca10(PO4)6(OH)2, zapisywanym też jako 3Ca3(PO4)2·Ca(OH)2. Stanowi mineralne rusztowanie tkanki łącznej, odpowiedzialnej za mechaniczną wytrzymałość kości.

## Występowanie
Hydroksyapatyt występuje w przyrodzie w postaci minerałów oraz jest nieorganicznym składnikiem kości i zębów. Stanowi w nich rusztowanie zapewniające mechaniczne właściwości. W kościach ma postać bardzo długich kryształów, tzw. mikrofibryl, stosunek ich długości do szerokości sięga 1000 do 1.
Syntetyczny hydroksyapatyt wytwarza się również w celach medycznych. Z uwagi na nie najlepsze właściwości mechaniczne nie stosuje się go na całe implanty, lecz dzięki dobrej biozgodności znalazł zastosowanie do stymulowania rozwoju kości w niewielkich ubytkach kostnych oraz jako pokrycia na wszczepy (np. endoproteza biodra). Dzieje się tak, gdyż stosunek zawartości wapnia do fosforu w hydroksyapatycie jest prawie taki sam jak w kościach. Tytanowe implanty, które pokrywa się hydroksyapatytem, mają wiele zalet:
- kość w kontakcie z takim implantem zaczyna obrastać go tkanką kostną, eliminując jednocześnie negatywne skutki korozji
- obrastający tkanką kostną implant nie wymaga użycia cementu kostnego, który z biegiem lat może się luzować, powodując bóle u pacjentów

## Wytwarzanie syntetycznego hydroksyapatytu
Metody produkcji ceramiki hydroksyapatytowej bazują na wytwarzaniu proszków, które się następnie spieka. Jako substraty stosuje się substancje pochodzenia naturalnego (minerały: bruszyt, monetyt oraz argonit produkowany ze sproszkowanych koralowców) oraz związki syntetyczne. Stosuje się kilka metod wytwarzania proszków:
- metody mokre: opierają się na reakcjach zachodzących w roztworach wodnych takich jak: reakcje zobojętniania kwasów i zasad lub reakcje między roztworami soli
- metody suche: reakcje, w których substraty znajdują się w stanie stałym
- metody hydrotermalne: wytwarzanie przeprowadza się w warunkach podwyższonego ciśnienia pary wodnej (0,2–8,5 MPa) i temperatury (900–1000 °C)
- metody topnikowe: metody te dają dobre efekty wytwarzania apatytów o stechiometrii zbliżonej do hydroksyapatytu, ale zawierające domieszki. Reakcja zachodzi między sproszkowanymi substratami (dostarczającymi Ca i P) a topnikami (B2O3, CaF2, CaCl2).
- inne: a wśród nich: metoda zol-żel, elektrokrystalizacja, liofilizacja.

Warstwy wierzchnie z hydroksyapatytu są nakładane głównie technikami plazmowymi.